# Andrej Toplišek
Andrej Toplišek, slovenski harmonikar in optik; * 25. april 1981.
Ustvarja predvsem v jazz in narodnozabavni zvrsti. Nastopa samostojno in z lastno zasedbo Andrej Toplišek Trio, je nekdanji član ansambla Okrogli muzikanti. Poleg nekaj samostojnih zgoščenk je izdal tudi učbenik za učenje harmonike.
Je poročen in oče dveh sinov, živi v Rogaški Slatini.

## Diskografija

#### Samostojni albumi
- Andrej Toplišek - Alpengold
- Music Around the world
- It`s Time For Jazz
- Akkord-eon-2015
- Andrej Toplišek Trio Live
- Andrej Toplišek Septett - Postkarte aus Slowenien